# 2كولاب
كولاب 2 هي شبكة علمية أُطلِقت في عام 2007 من قبل دار النشر إلزيفير ثم توقفت في 15 أبريل 2011. كانت الشبكة أداة بحث تعاونية عبر الإنترنت تسمح للباحثين بمشاركة المراجع أو الأبحاث المرجعية أية مواد ذات صلة مع أقرانهم وزملائهم. أتاحت الشبكة للمستخدمين المشاركة والتعاون ومناقشة المصادر فيما بينهم أو مع المجتمع العلمي إما في مجموعات خاصة أو علانية.
من خلال انضمامهم لمجموعة من البرامج والمنصات العلمية الأخرى مثل ScienceDirect وScopus تمكن الباحثون من نقل الإشارات المرجعية والبيانات الببليوغرافية للمقالات البحثية في حساباتهم. مكّن مؤلفوا تلك المستندات المرجعية من إنشاء لائحة سهلة الاستخدام لمشاركتها مع الآخرين في مجالهم وبدء محادثة.
أغلقت الشبكة خدمتها في 15 أبريل 2011.